# Candelariodon
Candelariodon es un género extinto de terápsidos ("reptiles" mamiferoides) cinodontos que vivió en el Triásico Medio (Ladiniense) en lo que ahora es Rio Grande do Sul, Brasil. Candelariodon se conoce por una mandíbula parcial con algunos dientes completos. Se encontró en la Formación Santa María. Fue nombrada oficialmente por Téo Veiga De Oliveira, Cesar Leandro Schultz, Marina Bento Soares y Carlos Nunes Rodrigues en 2011 y la especie tipo es Candelariodon barberenai.